# Herbert Koch
Herbert Koch (14 de setembro de 1962) é um matemático alemão. Especialista em equações diferenciais parciais, é professor da Universidade de Bonn.
Obteve um doutorado em 1990 na Universidade de Heidelberg em 1990, com a tese Hyperbolic Equations of Second Order, orientado por Willi Jäger.